# (4888) Doreen
(4888) Doreen (1981 JX1) – planetoida z grupy pasa głównego asteroid okrążająca Słońce w ciągu 3,61 lat w średniej odległości 2,35 j.a. Odkryta 5 maja 1981 roku.